# 봄에는 자살 금지
《봄에는 자살 금지》(Prohibido suicidarse en primavera)는 20세기 스페인이 사랑한 작가 알레한드로 카소나의 작품이다. 죽음을 소재로 삶의 의미에 대해 성찰했다. 인간에겐 자기 인생에 대한 권리가 있지만, 의무 또한 있음을 강조하며 죽음이 아닌 삶이 본능, 자연에 순응하는 일임을 역설한다.

## 개요
1937년 멕시코에서 처음으로 무대에 오른 ＜봄에는 자살 금지＞에서 스페인의 극작가 카소나는 ‘자살자의 집’이라는 비현실적인 공간으로 삶의 다양한 굴곡 앞에서 생을 포기하고 싶어 하는 사람들을 초대해 아름다운 거짓말 같은 이야기를 전한다. 물질적인 세상이 싫어 식사도 제대로 하지 않고 아름답게 죽고 싶어 하는 슬픈 귀부인, 은행 말단 직원이면서 오페라 여가수와의 낭만적인 사랑을 꿈꾸다 자신의 초라함을 깨닫고 좌절한 청년 상상 연인, 배고프고 외로운 나날을 보내다 죽음만큼은 누군가와 함께 맞이하고 싶어서 그리고 다른 불행한 사람들을 만나고 싶다는 기대감으로 이 기관을 찾은 알리시아, 피해의식과 열등감에 빠져 형을 증오하면서 자기가 죽지 않으면 형을 죽일 것 같다는 후안, 전쟁으로 부인과 자식들을 잃고 절망하다 이곳을 찾은 안스, 인기가 떨어지자 스캔들을 만들려고 찾아온 오페라 가수 코라….
얼핏 보기에 ‘자살자의 집’은 자살할 수 있는 다양한 방법과 장소를 준비해 놓고 자살을 망설이는 사람들이 자살하도록 돕는 기관 같다. 하지만 사실은 자살 시도를 통해 죽음을 가까이서 접해 보게 할 뿐, 죽음이 삶의 문제들에 해결책이 될 수 없음을 깨닫게 하고, 자연과 음악, 묵상, 산책 등을 통해 자살 충동을 치유하고 삶에 대한 욕구를 느끼도록 하는 곳이다. 즉, ‘자살’을 결심했던 사람들이 ‘살자’로 다짐하며 살아가기 위한 힘을 얻고 다시 세상으로 돌아가게 하는 곳이다.